# Razgranjena kostrika
Razgranjena kostrika (goromuž, lat. Brachypodium retusum), vrsta trajnice iz roda kostrika, porodica trava. Jednosupnica je, rasprostranjena na području Mediterana (Europa i Afrika), Kavkaza (Transkavkaz i Ciskavkaz), Saudijska Arabija, Jemen. 
Raste po suhim travnjacima, a u Hrvtaskoj je ima u Parku prirode telašćica gdje je karkteristična i koja na tlu čini gust tepih. Najsjevernije nalazište uz istočnojadransku obalu joj je otok Lošinj